# Ananda Marga
Ānanda Mārga (sanscrito, m., आनन्द मार्ग, ānanda mārga), conosciuta organizzativamente come Ānanda Mārga Pracaraka Samgha (AMPS), cioè la samgha (organizzazione) per la propagazione della marga (sentiero) di ananda (beatitudine), è un movimento sociale e spirituale fondato a Jamalpur, Bihar, India nel 1955 da Prabhat Ranjan Sarkar (1921–1990), anche noto con il nome, spirituale Shrii Shrii Ánandamúrti.
L'Ananda Marga viene descritta come una pratica per lo sviluppo personale, il servizio sociale e la generale trasformazione della società. Il suo sistema di pratiche spirituali è stato anche spiegato come una sintesi della filosofia Vedica e Tantrica.
Attraverso i suoi centri di meditazione e progetti di servizio in diversi paesi del mondo, l'Ananda Marga offre, su base non commerciale, istruzioni sulla meditazione e lo yoga: un insieme di pratiche per lo sviluppo individuale dal punto di vista fisico, mentale, spirituale e sociale.

## Storia

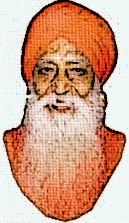
L'Acharya Samanvayananda Avadhuta (1922-2005) secondo Avadhūta dell'Ananda Marga. Shrii Shrii Anandamurti lo iniziò personalmente come Kapalika. Nel 1962 diventò Avadhūta.

Il 2 agosto del 1939 (alle 8:30, del giorno di Plenilunio di Shravani Purnima), P.R. Sarkar sulle rive del fiume Bhagirathi (sul Kashi Mitra Gh'at di Kolkata (Calcutta), Bengala occidentale, India) iniziò alla meditazione tantrica (Tantrikii Diiksa) Kalicharan Bandyopadhyay (noto in seguito col nome di Kalikananda Avadhuta). Sebbene l'Ananda Marga non fosse ancora stata creata da P. R. Sarkar, Kalikananda è conosciuto come il primo monaco avadhūta dell'Ananda Marga. Questo episodio, accaduto quando Sarkar aveva diciotto anni, è anche considerato l'inizio degli insegnamenti spirituali del fondatore dell'Ananda Marga. Da quella data, fino alla fondazione dell'organizzazione nel 1955, Sarkar iniziò molti Sadhaka (aspiranti spirituali) nelle antiche discipline spirituali della meditazione tantrica.

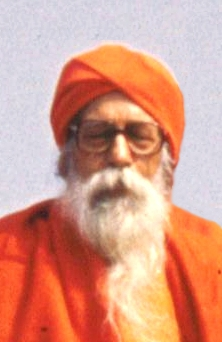
Il defunto Acarya Shraddhananda Avadhuta (1919-2008). Fu il secondo presidente dell'Ananda Marga.

### Cronologia
| Date      | Eventi principali |
| --------- | --- |
| 1954      | 7 novembre: Sarkar riunisce insieme i suoi discepoli per la prima volta e rivolge loro il suo primo saluto spirituale. |
| 1955      | 5 gennaio: Viene costituita a Jamalpur (Bihar, India) l'organizzazione Ananda Marga. 9 gennaio: Sarkar inaugura ufficialmente l'Ananda Marga Pracharaka Samgha ("Organizzazione per Propagare il Sentiero della Beatitudine") fondata sul duplice ideale di: "liberazione del sé spirituale e Servizio all'umanità. Nella Rampur colony di Jamalpur, si svolge il primo Dharma Maha Cakra (DMC). Dal 15 al 28 marzo: viene creato a Jamalpur il primo gruppo di acharya. Vengono pubblicati i primi volumi delle opere di Sarkar, inclusi Ananda Marga Elementary Philosophy e Problems of The Day. |
| 1956      | Sarkar espone nuove usanze e codici sociali che vengono condensate in tre volumi dal titolo Caryacarya. Viene fondato in India l'Ananda Marga College ad Anandanagar, nel Distretto di Purulia. |
| 1957      | Sarkar detta il volume "Guida alla Condotta Umana" (Guide to Human Conduct), con indicazioni su nuovi valori umani e regole di vita sociale. |
| 1958      | 25 gennaio: vengono fondati "Rinascita Universale" (RU, Renaissance Universal, il primo dei 35 rami dell'organizzazione) e l'"Associazione per la Rinascita degli Artisti e degli Scrittori" (RAWA, "Renaissance Artists and Writers Association" al fine di "riportare l'arte al suo profondo significato"). Sarkar pubblica il volume "Trattamenti Yogici e Rimedi Naturali" (Yogic Treatment and Natural Remedies). |
| 1959      | Nel suo quinto libro "Idea e Ideologia" (Idea and Ideology) Sarkar espone i tratti fondamentali dell'Ideologia dell'Ananda Marga. Dal 27 maggio al 5 giugno: Sarkar espone la Progressive Utilization Theory o "Teoria dell'Utilizzazione Progressiva" (PROUT), teoria socioeconomica basata sui principi del Neoumanesimo e sui valori umani cardinali. |
| 1961      | Nel volume Ananda Sutram ("Aforismi che conducono ad ananda, beatitudine") Sarkar condensa l'intera filosofia dell'Ananda Marga in 85 Aforismi composti in Sanscrito. Il libro contiene concetti originali di metafisica, epistemologia, etica e macrostoria. |
| 1962      | Sarkar crea un ordine di monaci e monache (rinuncianti o acharya) e centri di addestramento ("training centers" o Prashiksana Matha) in varie parti del mondo: Ydrefors (Svezia), Davao (Filippine), Varanasi e Bangalore (India), Ghana (Africa). |
| 1963      | Viene fondata la sezione ERAWS ("Educazione Primo soccorso e benessere per le donne", Education Relief and Welfare for the Women). Le attività di servizio come quelle nelle scuole, negli orfanotrofi e nei centri di soccorso dell'Ananda Marga vengono da ora gestite da ERAWS. Ananda Marga registra il suo quartier generale ad Anandanagar, Bengala Occidentale. |
| 1964      | Viene istituito il Settore dell'Educazione dell'Ananda Marga (Ananda Marga Board of Education). |
| 1965      | Vengono creati il "Dipartimento per il Benessere delle Donne" (Women's Welfare Department o WWD) e la "Squadra di Soccorso Universale" (Ananda Marga Universal Relief Team o AMURT) che diventerà una ONG internationale con squadre di soccorso attive nelle aree colpite da calamità. |
| 1967      | I primi acarya lasciano il subcontinente indiano per diffondere in diversi Paesi le pratiche e la filosofia spirituale dell'Ananda Marga. |
| 1969      | Viene aperto (a Carbondale (Illinois), USA) il primo "Ufficio del settore di New York" dell'Ananda Marga (sotto la cui giurisdizione cadono il Nord America, l'America centrale ed i Caraibi). Sarkar visita le Filippine e per la prima volta tiene un DMC (Dharma Maha Chakra) fuori dall'India. |
| 1971      | Sarkar viene arrestato e imprigionato con false accuse (la verità verrà accertata solo nel 1978 dopo più di 7 anni di prigionia). Di fronte ad una dichiarata ostilità del governo indiano, Sarkar viene condannato all'Ergastolo (solo dopo circa sette anni, sarà riconosciuto innocente ed otterrà la piena assoluzione). |
| 1973      | Creati nel mondo circa 100 centri di yoga e meditazione. 12 febbraio: mentre si trovava nella prigione centrale Bankipur a Patna, Sarkar sostiene di essere stato avvelenato. 1º aprile: le autorità indiane non avviano alcuna seria indagine sul suo avvelenamento e Sarkar comincia a digiunare ingerendo solo un bicchiere giornaliero di acqua di yoghurt (non smetterà fino alla sua completa assoluzione che avverrà nel 1978). |
| 1975-1977 | Viene creata la "Squadra di Soccorso Femminile dell'Ananda Marga" (Ananda Marga Relief Team Ladies) (AMURTEL). Gestita da donne dà vita a programmi di aiuto miranti ad elevare lo standard della salute e dell'educazione di donne e bambini. 26 giugno: Imposizione dello stato d'emergenza. Il governo di Indira Gandhi arresta e mette fuori legge gran parte dei suoi oppositori inclusa l'Ananda Marga. La maggioranza delle sue scuole in India vengono chiuse e numerosi monaci e membri dell'organizzazione sono privati della libertà. Questa situazione, unitamente all'arbitraria detenzione ed al presunto avvelenamento di Sarkar, porta ad una forte campagna di protesta da parte di molti aderenti all'Ananda Marga. Alcuni membri dell'organizzazione, andando contro gli insegnamenti del loro maestro, si danno fuoco per protesta. Sull'onda delle proteste contro l'ingiusta detenzione del loro maestro, tre membri dell'organizzazione aggrediscono e feriscono a Londra un impiegato del governo indiano. Viene fondata la sezione "Prevenzione della crudeltà contro animali e piante" (Prevention of Cruelty to Animals and Plants) (PCAP). |
| 1978      | 4 luglio: con la fine dello stato di emergenza in India, Sarkar viene assolto in appello e riconosciuto innocente. |
| 1979      | Maggio: Sarkar visita per la prima volta l'Europa (Germania, Francia, Italia Spagna, Paesi Bassi, Svezia, Svizzera ed Irlanda). |
| 1980      | Sarkar visita Taiwan, la Thailandia, Hong Kong, la Grecia, la Turchia, Israele, la Spagna, la Danimarca, la Germania, l'Islanda. Aprile: a Sarkar non viene concesso il visto per gli USA a causa dei problemi con il governo indiano. Settembre: Sarkar visita la Giamaica ed il Venezuela. |
| 1982      | Sarkar introduce la filosofia del Neoumanesimo e pubblica diversi volumi sulla filologia. Sarkar inizia a comporre una raccolta di canzoni (che interromperà solo con la sua morte avvenuta nel 1990). La raccolta, chiamata Prabhata Samgiita ("Canzoni per la Nuova Alba") comprende 5.018 brani. |
| 1986      | Sarkar inizia a diffondere la Teoria della Microvita. Viene creato il "Centro di Ricerca sulla Microvita" (Microvita Research Institute) con lo scopo di cominciare le ricerche in questo nuovo campo di indagine proposto da Sarkar. |
| 1990      | 7 settembre: Sarkar fonda l'Ananda Marga Gurukula. 21 ottobre: Sarkar muore alle 15:10. L'Acarya Shraddhananda Avadhuta viene eletto dal comitato dei purodha (il comitato degli àcárya più anziani) come presidente dell'Ananda Marga Global e come Purodha Pramukha (presidente del comitato dei purodha). |
| 1991      | L'organizzazione AMURT (Ananda Marga Universal Relief Team) riceve il riconoscimento come ONG dall'Organizzazione delle Nazioni Unite. |

## Organizzazione
L'Ananda Marga Pracaraka Samgha (AMPS) è un'organizzazione e un movimento socio-spirituale guidato da acharya (monaci e monache e acarya di famiglia) e laici (o margis), praticanti della meditazione dell'Ananda Marga. Il motto dell'Ananda Marga dato dal suo fondatore Prabhat Ranjan Sarkar è "Átmamokśártham' Jagaddhitáya Ca" in (lingua sanscrita: "liberazione del sé e servizio per il benessere di tutta la creazione"). Il livello più alto degli Acharya dell'AMPS è quello di Purodha. In particolare il Purodha Pramukha è il capo spirituale dell'Ananda Marga. L'"Ufficio Globale" (Global Office) è il principale organo rappresentativo dell'organizzazione ed è guidato dal "Segretario Generale" (General Secretary). Per ragioni amministrative la struttura dell'organizzazione è divisa geograficamente in nove settori, ognuno chiamato col nome di una città importante ubicata in quel settore:
| Mappa del mondo con i settori organizzativi dell'Ananda Marga | Nr         | Settori                                      | Geolocalizzazione     |
| ------------------------------------------------------------- | ---------- | -------------------------------------------- | --------------------- |
|                                                               | 1          | Delhi                                        | Subcontinente indiano |
| 2                                                             | Hong Kong  | nord-orientale                               |                       |
| 3                                                             | Manila     | Asia sud-orientale                           |                       |
| 4                                                             | Suva       | Australia, Regione del Pacifico              |                       |
| 5                                                             | New York   | America del Nord, America centrale e Caraibi |                       |
| 6                                                             | Georgetown | America meridionale                          |                       |
| 7                                                             | Berlino    | Europa                                       |                       |
| 8                                                             | Cairo      | Balcani, Asia occidentale, Nordafrica        |                       |
| 9                                                             | Nairobi    | Africa subsahariana                          |                       |

Ogni settore (guidato da un "Segretario Settoriale" o Sectorial Secretary) è suddiviso in regioni (guidate da un "Segretario Regionale" o Regional Secretary) che a loro volta sono ulteriormente suddivise dal punto di vista organizzativo.
Dal punto di vista organizzativo l'AMPS fu suddivisa dal suo fondatore in "Dipartimenti" (Departments) suddivisi in un certo numero di "Sezioni" (Sections) formate da diversi "Rami" o "Branche" (Branches). Per materializzare il lavoro dei diversi Dipartimenti/Sezioni/Branche ci sono 35 "Commissioni" (Boards). Le responsabilità dei diversi livelli della struttura sono generalmente gestiti da lavoratori a tempo pieno o "WT" (Wholetimers).

## Attività
L'Ananda Marga gestisce centri di yoga e meditazione, scuole, case per bambini, centri per la distribuzione di cibo, programmi di soccorso, ospedali, progetti di sviluppo comunitario integrato, e altri servizi gestiti dalle diverse branche. Alcuni progetti si occupano di aiutare le comunità locali nell'autogenstione e all'utilizzo delle proprie risorse. Diversi Board utilizzati dall'AMPS per sviluppare queste attività nei diversi livelli della società, si sono sviluppati fino a divenire vere e proprie organizzazioni internazionali dedite alla svolgimento di specifici servizi.